# Центральные леса Канадского щита

Карта центральных лесов Канадского щита

Центра́льные леса́ Кана́дского щита́ (англ. Central Canadian Shield forests) — экологический регион тайги в Канаде.

## Окружение
Этот экорегион состоит из холмов, озёр, болот и каменистых обнажений пород, вытянутых по Канадскому щиту от Восточной Манитобы и Северного Онтарио на юго-восток через округ Тандер-Бей до северного берега озера Верхнего, а оттуда — на северо-восток до Западного Квебека. Климат в этой области прохладный, летние температуры в среднем составляют около 13 °C, а зимой опускаются до −17 °C, тогда как на холмах вокруг Лак-Сёля на северо-востоке Онтарио более тепло и влажно, чем во всех остальных частях экорегиона. На восточном краю экорегиона средние осадки в виде дождя составляют 550 мм в год, в центре (у озера Нипигон) — 750 мм, а на западе — 900 мм. Особыми районами являются озёра Нипигон и Биг-Траут (Онтарио). Эти леса отличаются от более сурового северного таёжного экорегиона на востоке Канадского щита, занимающего значительную часть Северного Квебека и Лабрадора.